# 一色留次郎
一色 留次郎（いっしき とめじろう、1882年（明治15年）1月30日 - 没年不明）は、大日本帝国陸軍軍人。最終階級は陸軍少将。

## 経歴・人物
和歌山県出身。1901年（明治34年）陸軍士官学校第13期卒業。
1925年（大正14年）5月に岐阜連隊区司令官、同年8月に陸軍歩兵大佐、1928年（昭和3年）8月に歩兵第14連隊長を経て、1930年（昭和5年）8月に陸軍少将に昇進と同時に待命、同月29日に予備役に編入した。
のち応召され、1945年（昭和20年）3月、福島連隊区司令官兼福島地区司令官に任ぜられた。
1947年（昭和22年）11月28日、公職追放仮指定を受けた。

## 栄典
- 1940年（昭和15年）8月15日 - 紀元二千六百年祝典記念章[4]